# إي. إف. يونغ جونيور
إي. إف. يونغ جونيور (بالإنجليزية: E. F. Young, Jr.)‏ هو حلاق وشخصية أعمال أمريكي، ولد في 13 يوليو 1898، وتوفي في 1950.